# Helga Fassbinder

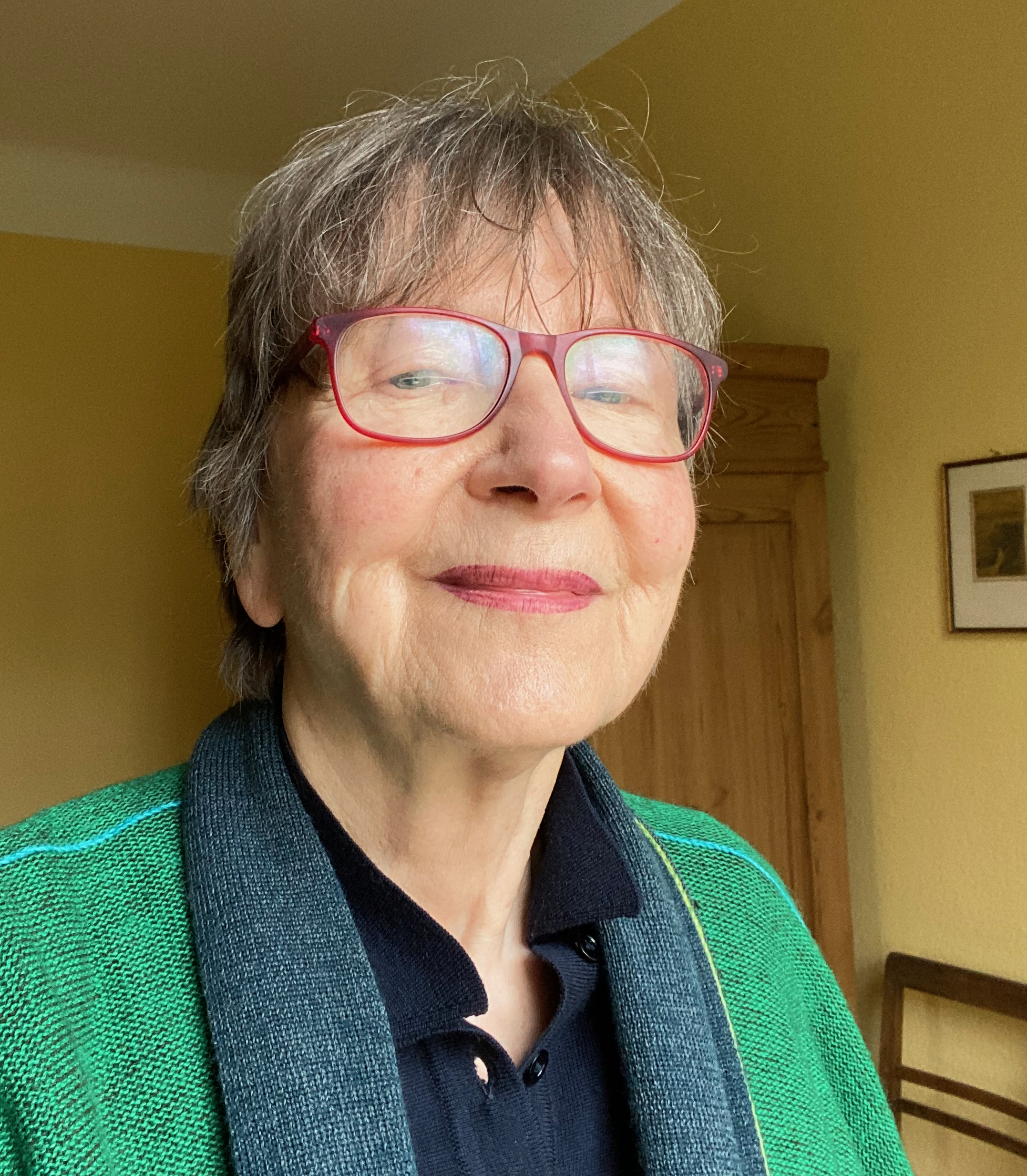
Helga Fassbinder

Helga Fassbinder (Baden-Baden, 1941) is een Duits-Nederlandse stedenbouwkundige en politicologe. Ze was de eerste vrouwelijke hoogleraar die aan de Technische Universiteit Eindhoven benoemd werd. Haar leerstoel aan de TUE was de eerste leerstoel stadsvernieuwing die in Europa opgericht werd. Ze was van 1980 tot 1986 tevens gasthoogleraar aan de Universität der Künste Berlin en van 1990 tot 1997 hoogleraar aan de Technische Universität Hamburg-Harburg.
Fassbinder staat voor een vorm van stedelijke planning die een belangrijke rol aan communicatie tussen de verschillende actoren in de stad toebedeelt. Eind jaren zestig keerde ze zich in diverse, in het Duitse taalgebied invloedrijke, publicaties tegen de kaalslag van de binnensteden. Kaalslag en nieuwbouw was toen de overheersende vorm van stedelijke vernieuwing. Van 1970 tot 1975 was ze lid van de redactie van het Duitse architectuurtijdschrift ARCH+.
In de jaren 80 heeft ze actief aan de campagne voor stadsvernieuwing deelgenomen die door Jan Schaefer op gang was gebracht. Ze vertegenwoordigde Nederland bij de Economische Commissie voor Europa in de Working Party for Urban Planning met betrekking tot het onderwerp 'area based urban renewal'.
In 1990 heeft Fassbinder in Berlijn het initiatief genomen voor het Stadtforum Berlin. Van 1990 tot 1996 was ze lid van de stuurgroep ervan. Dit forum heeft tot voorbeeld gediend voor diverse stadfora die inmiddels in Europa zijn ontstaan.
In 2002 presenteerde zij op het door haar georganiseerde internationale congres aan de TUE "Biotope City", een stedenbouwkundig concept dat uitgaat van de dichte stad als een vorm van natuur. Voortkomend uit dit congres richtte ze in 2006 het internationaal online tijdschrift Biotope City op, samen met een groep deskundigen uit diverse disciplines zoals biologie, ecologie sociale wetenschappen en ook met kunstenaars. 
Fassbinder was van 2003 tot 2013 lid van de Technische Advies Commissie Hoofdgroenstructuur van Amsterdam (TAC).
In december 2007 richtte ze de Stichting Support Anne Frank Tree op waarvan ze tot de opheffing in 2013 voorzitter was. Deze stichting heeft vanaf februari 2008 tot aan de val van de boom in een storm in augustus 2010 de zorg voor de Anne Frankboom op zich genomen.
Vanaf 2011 was ze actief als adviseur voor stedebouwkundige projecten in Wenen en werkte nauw samen met de Oostenrijkse architect Harry Glück. Daaruit voort gekomen is de bouw van de wijk "Biotope City Wienerberg" voor ongeveer 1.000 woningen en dagvoorzieningen, een hotel en kantoren. De wijk kenmerkt zich door haar groene karakter, met begroende daken en gevels en 289 bomen in de ruimte tussen de gebouwen. Deze wijk was een modelproject van de International Building Exhibition Vienna 2022 en trok internationaal veel aandacht. 
Fassbinder publiceerde talrijke boeken en artikelen over planning, participatie, woningbouw en duurzame (groene) stedenbouw. Ze leeft in Amsterdam en Wenen.